# La bestia (film 1975)
(Romilda de l'Espérance, riferendosi alla Bestia)
La Bestia è un film del 1975 diretto da Walerian Borowczyk, ispirato ad alcune leggende popolari francesi, come quella della Bestia del Gévaudan, che narrano di mostruose creature antropofaghe. Inizialmente pensato dall'autore per essere inserito nel precedente film a episodi, Racconti immorali, La Bestia è stato successivamente ampliato perché costituisse un lungometraggio a sé stante.

## Trama
Nel castello del marchese Pierre de L'Espérance il duca Rammondelo de Balo e il marchese discutono del futuro del non più giovane Mathurin. Il marchese, padre di quest'ultimo e sull'orlo del tracollo economico, vuole che il figlio sposi la ricca ereditiera inglese Lucy Broadhurst, attesa al castello in compagnia della zia Virginia e giunta in Francia per fare il suo primo incontro con Mathurin, essendo tra i due sbocciato un amore nato per via epistolare. Il duca, zio di quest'ultimo, si oppone a che le nozze siano celebrate, poiché sulla famiglia incomberebbe una maledizione in conseguenza della quale il rampollo morirebbe nell'atto di prendere moglie. Per convincere il congiunto, il marchese è costretto a ricorrere alle minacce: solo quando egli dimostra di essere a conoscenza dell'uxoricidio di cui il duca si è reso colpevole quest'ultimo si decide a telefonare a Roma al fratello, il cardinale Giuseppe de Balo, per invitarlo a celebrare le nozze.
Lucy e la zia fanno il loro arrivo alla tenuta, appena in tempo per assistere alla monta di alcune giumente nel cortile del castello, e della quale Lucy scatta incuriosita alcune fotografie. Riunitisi a tavola, i convitati discutono delle volontà del padre di Lucy. Mathurin è però colto da un raptus e inizia a sragionare: la cena s'interrompe e ognuno si ritira per coricarsi. Nella sua stanza Lucy si sdraia sul letto e inizia a sognare di Romilda: questa, intenta a suonare il suo clavicembalo nel giardino del castello, è interrotta nell'esecuzione da alcuni ruggiti, a causa dei quali un agnellino fugge spaventato, inoltrandosi nel fitto del bosco. Nel momento in cui la giovane nobildonna rinviene la carcassa dell'animale, la sequenza del sogno s'interrompe: mentre tutti dormono, il duca de Balo telefona di nuovo al fratello cardinale, riuscendo finalmente a parlargli, per convincerlo a non presentarsi per le nozze del nipote. Il marchese de L'Espérance sente la conversazione e decide di sbarazzarsi del duca, sgozzandolo con un rasoio. La sequenza del sogno di Lucy a questo punto può riprendere: Romilda, inquietata dalla vista dell'animale squartato, inizia a fuggire di fronte alla Bestia infuriata.
Dopo un lungo inseguimento, la giovane riesce a far perdere le proprie tracce alla Bestia, che diviene via via sempre più eccitata. A questo punto la sequenza s'interrompe di nuovo: Lucy, svegliatasi e a sua volta eccitatasi per il sogno, inizia a masturbarsi con una rosa regalatale da Mathurin. Quando, soddisfatta, la promessa sposa si volge di nuovo alle sue fantasie oniriche, Romilda si trova intrappolata tra le zampe della Bestia: dopo alcuni vani sforzi per divincolarsi, la nobildonna lascia che la creatura sfoghi su di lei la sua carica sessuale: il mostro è portato così allo stremo delle forze e quindi alla morte. Lucy, di nuovo sveglia, si introduce quindi nella stanza di Mathurin, pensando che lui sia venuto a trovarla e a possederla durante il sonno, e scopre che l'uomo è morto. Sentendo le sue urla, il marchese e altri accorrono e trasportano il corpo di Mathurin nel salone, dove Virginia inizia ad accanirsi sul cadavere, strappandone gli abiti e rivelando infine il segreto della casa de L'Espérance: Romilda dopo l'amplesso con la Bestia ha procreato, Mathurin è discendente della Bestia e ne porta con tutta evidenza i segni ferini, ossia una zampa anteriore dissimulata da un gesso, il pelame ispido e folto, il membro animalesco e la coda.

## Accoglienza del film
La Bestia fu proiettato per la prima volta in Francia il 20 agosto 1975, con un divieto di visione ai minori di 18 anni, e solamente nella tarda primavera del 1976 uscì in Italia, dove, bollato dai distributori come film pornografico, fu immesso nel circuito delle sale dedicate al cinema a luci rosse. Un critico della rivista Cinema Sessanta, Carlo Felice Venegoni, nella recensione realizzata per l'uscita del film notava a questo proposito: "L'errore di aver pensato che l'esibizione di nudità e di altri elementi apparentemente suscettibili di appagare le attese di spettatori dediti al consumo della pornografia in celluloide, veniva pagato dai mugolii di disappunto e da altre manifestazioni di insofferenza di questo pubblico che non tollera evidentemente che gli abituali ingredienti della pornografia (seni nudi, sederi femminili generosamente esibiti, amplessi realisticamente mimati, eccetera) siano inquinati da altri elementi sui quali l'attenzione e l'immaginazione dello spettatore sono, come nel caso de La Bestia, chiamati a compiere uno sforzo che questo tipo di spettatore non è disposto a pagare".
Il film, nonostante l'erronea collocazione da parte dei distributori, ebbe comunque un discreto successo, testimoniato, come spesso avveniva in casi come questo, dal fiorire di un vero e proprio filone cinematografico di genere "zoofilo", costituito da produzioni a bassissimo costo, talora interpretate da una delle protagoniste dell'archetipo di Borowczyk: il mercato fu così saturato da film come La bestia nello spazio (con Sirpa Lane), La bella e la bestia (con Lisbeth Hummel) o Bestialità, che riprendevano opportunisticamente e con fini puramente pretestuosi il tema della bestialità. Il film inoltre a causa dei contenuti circolava in più versioni, tutte variamente epurate: attualmente è reperibile sul mercato dell'home video nella versione lunga di 104 minuti e nel director's cut di 94, reputato ampiamente superiore.

## Critica
La critica ha visto ne La Bestia un tentativo di indagare e mettere allegoricamente in scena la tensione liberatoria, non solo sessuale, che era la base delle istanze fondamentali degli anni in cui si colloca l'uscita del film.
La sessualità esplicitamente esaltata dalla pellicola, che mostra i più differenti orientamenti sessuali (omosessualità, l'eterosessualità, la bisessualità) e perversioni (la bestialità e la pederastia) è stata interpretata come provocatoria affermazione del diritto alla libertà sessuale, in ragione del quale cadrebbe qualunque inibizione sovra-determinata (dal concetto di peccato, dal suo corrispettivo di "contronatura"). A questo proposito, come è stato notato da Curti e La Selva in un saggio dedicato al film, il personaggio che incarna appieno il senso della pellicola è emblematicamente Romilda, giovane donna che, braccata dalla belva infoiata, lacerando i propri ingombranti abiti nella fuga, perdendo la parrucca e le scarpine, vede involontariamente attuarsi quella "spoliazione da elementi coercitivi del suo corpo e del ruolo sociale assegnatole" che costituirà la necessaria premessa per il successivo assaporamento di una situazione erotica inconsueta e per lei inaspettatamente apprezzabile. Secondo Tullio Kezich la stessa esperienza di Lucy andrebbe letta in questo senso: se la coraggiosa Romilda, incontrata la Bestia decide di combatterla, per sconfiggerla, dopo avere sconfitto le proprie inibizioni, da parte sua Lucy rivive attraverso il sogno lo stesso avvenimento, rivelando di possedere nel proprio inconscio la stessa molla segreta che spinse alla reazione l'antenata di Mathurin, ovvero quella "animalità innocente, che ogni giorno noi civilizzati contribuiamo a mortificare e distruggere", ma che nonostante ciò sopravvive, attendendo di manifestarsi in qualche modo, nell'esperienza reale o alternativamente in quella del sogno.
Il messaggio di liberazione e superamento di qualsiasi pregiudizio di cui il personaggio di Romilda è il principale veicolo trova inoltre trasposizione, dall'ambito sessuale a quello sociale, nella sottotrama costituita dai frequenti incontri amorosi tra il servitore di colore Ifany e Clarissa, la figlia del marchese. Come ricorda Venegoni nella sua recensione su Cinema Sessanta, nella particolare interazione tra questi due personaggi non va individuata una razzistica ricontestualizzazione in epoca contemporanea del rapporto delineato dal regista nella coppia Bestia-Romilda: i personaggi di Ifany e Clarissa vanno semplicemente considerati come due giovani che apprezzano le gioie dell'amore carnale e lo praticano, lui nero lei bianca, lui servitore lei di famiglia, seppur decaduta, comunque nobile, senza preoccuparsi di infrangere supposti dogmi di carattere sociale.